# Nikolai Nikititsch Demidow

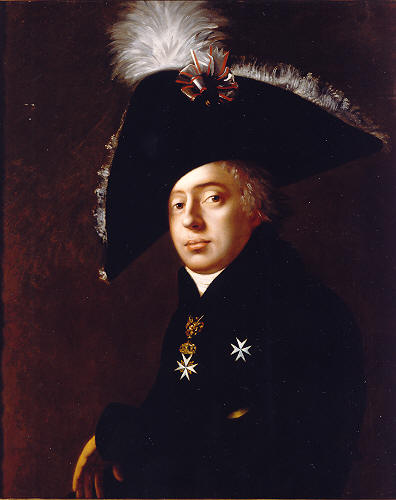
Nikolai Nikititsch Demidow (1773–1828)

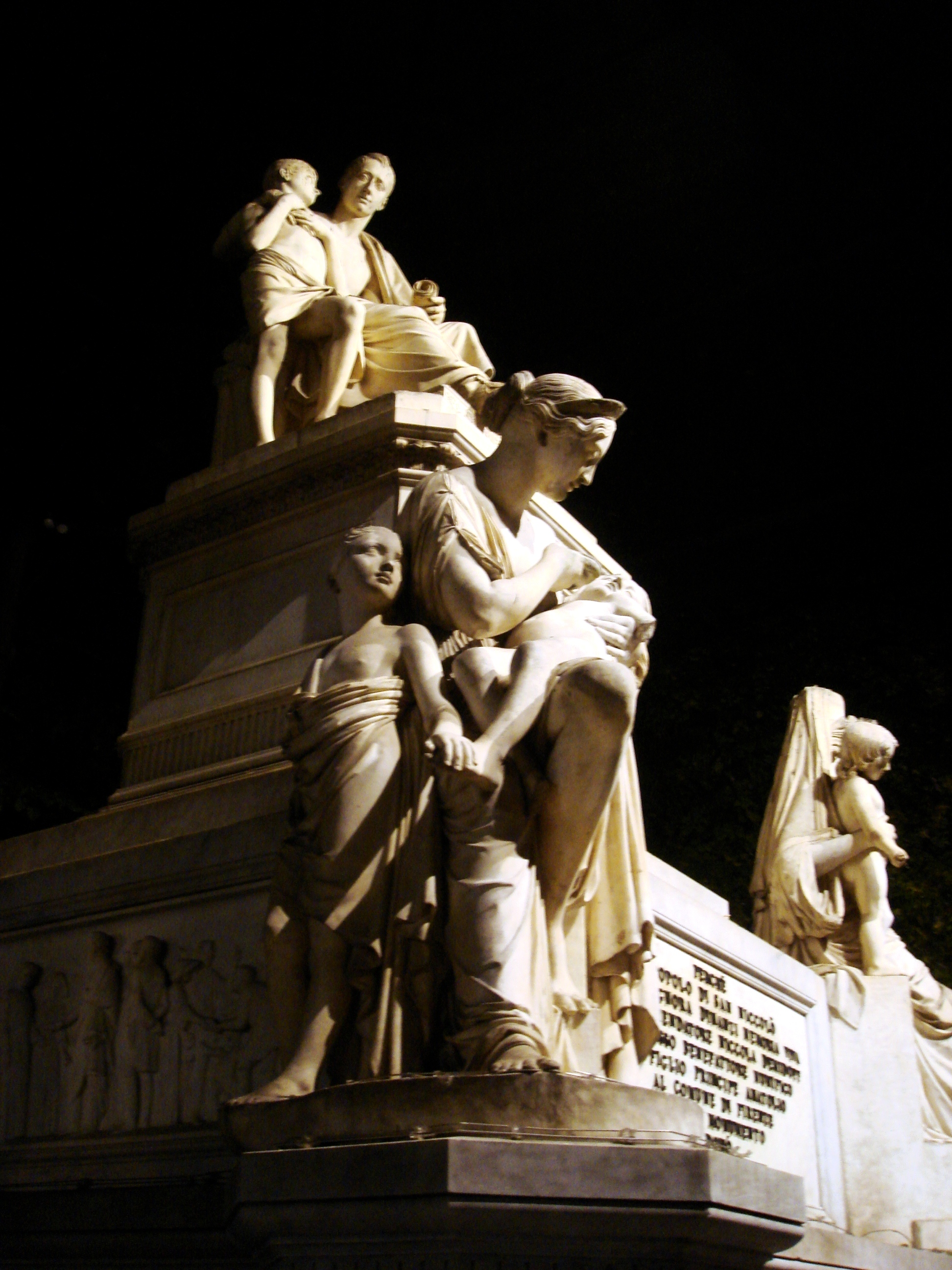
Lorenzo Bartolini: Denkmal zu Ehren des Nikolai Demidoff (1870)

Nikolai Nikititsch Graf Demidow (* 9. Novemberjul. / 20. November 1773greg. in Sankt Petersburg; † 22. Apriljul. / 4. Mai 1828greg. in Florenz) war ein russischer Industrieller.

## Leben
Nikolai Nikititsch Graf Demidow entstammte dem einflussreichen Industriellengeschlecht der Demidows. Er trat früh in die kaiserliche Armee ein und machte als Adjutant Potemkins zwei Feldzüge gegen die Türken mit. 1792 wurde er Oberstleutnant eines Grenadierregiments und 1794 Kammerherr der Kaiserin Katharina II.  Von Paul I. zum Kammerherrn, Kommandeur des Malteserordens und Mitglied des Handelsdepartements mit dem Titel eines geheimen Rats ernannt, verließ er den Militärdienst und durchreiste in metallurgischem Interesse Deutschland, Italien, Frankreich und England. Hierbei besichtigte überall genau die Bergwerke und brachte eine große Zahl deutscher Beamter und Bergleute nach Russland mit, die er für die Durchführung eines rationellen Betriebes seiner großen Minen einsetzte.  
Von Nischni Tagil aus leitete Nikolai Nikititsch Demidow die Werke im Mittleren Ural und erwarb sich große Verdienste um die Einführung neuer Technologien wie Puddeln und Walzen sowie der Nutzung von Dampfmaschinen. Auf seinen Gütern stiftete er unter anderem eine Sensenfabrik und eine Zeichenschule.
Beim Einfall der Franzosen in Russland und dem dadurch ausgelösten Vaterländischen Krieg 1812 errichtete und führte Demidow auf eigene Kosten ein Regiment und nahm u. a. an der Schlacht bei Borodino teil. Nach dem Frieden nahm er als Oberst seinen Abschied. Seine reiche naturhistorische Sammlung, die er aus dem Brand von Moskau gerettet hatte, schenkte er dieser Stadt, deren Universität ihn zu ihrem Ehrenmitglied ernannte. Nach 1815 lebte er mehrere Jahre in Paris, wo er herausragende Künstler und Gelehrte um sich versammelte und sein Vermögen mit fürstlicher Freigebigkeit zu wohltätigen Zwecken und zur Förderung der Kunst verwendete. Seine Gesundheit nötigte ihn indessen, das milde Klima Italiens aufzusuchen. 1819 wurde er zum russischen Gesandten am toskanischen Hof ernannt. Seine Kunstsammlung bereicherte er mit Abdrücken der Modelle des Vatikans. Seine Kolonie, die er auf der Krim gründete, besaß durch ihn die finanziellen Mittel, Wohlstand und Industrie zu verbreiten; französische Winzer pflanzten dort Reben aus der Champagne und dem Bordelais. Er sandte Olivenstämmchen aus Lucca und Genua, Merinos aus Spanien und Ziegen aus Tibet, englische, arabische und persische Pferde nach dem Ural, um sie dort heimisch zu machen. In Florenz hielt er sich einen fürstlichen Hofstaat und ließ in der Nähe dieser Stadt Dampfspinnereien, eine Armenschule und eine Erziehungsanstalt errichten. 1828 starb er im Alter von 54 Jahren in Florenz.
Demidow war seit 1795 mit der Baroness Jelisaweta Alexandrowna Stroganowa (1779–1818) verheiratet, mit der er zwei Söhne hatte: Pawel Nikolajewitsch Demidow (1798–1840) und Anatole Demidoff di San Donato (1813–1870). Letzterer ließ seinem Vater in Florenz ein Denkmal errichten.